# Microdynamis parva
Il koel minore testanera o koel nano (Microdynamis parva Salvadori, 1875) è un uccello della famiglia Cuculidae e unico rappresentante del genere Microdynamis.

## Distribuzione e habitat
Questo uccello vive in Nuova Guinea.

## Sistematica
Sono note due sottospecie:
- Microdynamis parva parva
- Microdynamis parva grisescens